# Yui Asaka
Pour les articles homonymes, voir Yui et Asaka (homonymie).
Yui Asaka (浅香唯, Asaka Yui), née Aki Kawasaki (川崎亜紀) le 4 décembre 1969  à Miyazaki au Japon, est une chanteuse et actrice japonaise.

## Biographie
Elle débute en tant qu'idole japonaise en 1985, et connait la célébrité en 1987 en étant la troisième actrice à incarner l'héroïne de la série manga culte Sukeban Deka dans sa troisième série télé, après Yuki Saito en 1985 et Yoko Minamino en 1986. Elle incarne aussi au cinema en 1989 une autre heroîne de manga dans l'adaptation du célèbre manga de judo Yawara!.
Elle sort une vingtaine d'albums jusqu'en 1993, jusqu'à ce que sa carrière soit stoppée par un différend avec son agence lui interdisant l'utilisation de son nom de scène. Après avoir tout de même sorti quelques singles sous le nom "YUI" (sans rapport avec l'homonyme YUI), elle peut réutiliser son nom et reprendre sa carrière d'actrice. Elle se marie en 2002 et donne naissance à une fille en 2007.

## Discographie

### Autres albums
Compilations
Bande originale
Album Live
Coffrets

### Singles
Autres Singles

## Filmographie

### Séries TV
- 1985 : Ikkyuusan
- 1987 : Sukeban Deka III: Shoujo Ninpou Chou Denki
- 1988 : Kinta Juuban Shoubu!
- 1991 : Yo ni mo Kimyou na Monogatari "Baby Sitter"
- 1991 : AD Boogie
- 1992 : Saimon Fumi Selection "Nakinagara Triangle"
- 1992 : Nani mo Ienakute
- 1999 : Yo ni mo Kimyou na Monogatari '99 Aki no Tokubetsuhen "Wafuku no Shoujo"
- 2000 : Kyoto Gion Irimuko Keiji Jikenbo 6
- 2000 : QUIZ
- 2000 : Tadaima Manshitsu
- 2001 : Handoc!!!
- 2002 : Kamaitachi no Yoru
- 2003 : Satsujin Roke
- 2004 : Joudan desho! Rikon Yoteibi
- 2005 : Mama! I Love You
- 2006 : Virus Panic 2006 Natsu -Machi wa Kansenshita-

### Films
- 1987 : Sukeban Deka
- 1988 : Sukeban Deka : Kazama San Shimai no Gyoukushû
- 1989 : Yawara!
- 2001 : Dosa Ken Mâjan Jigoku

## Liens
- (ja) Site officiel "Yui's Avenue"
- (en) Asaka sur Idollica
- (ja) Yui Asaka sur oricon
- (en) Yui Asaka sur discogs
- « Yui Asaka » (présentation), sur l'Internet Movie Database